# Lucas Pouille
Lucas Pouille (pronunție în franceză [lyka puj], n. 23 februarie 1994, Grande-Synthe) este un jucător francez profesionist de tenis.

## Cariera

### 2013-2014
Pouille a primit un wildcard la Open-ul francez, prima apariție pe tabloul principal al unui Grand Slam. În primul tur, el l-a învins pe americanul intrat pe tabloul principal mulțumită unui wildcard, Alex Kuznetsov, dar a pierdut în turul al doilea, la nr. 28 Grigor Dimitrov.
În 2014, la Mastersul de la Paris, Pouille a intrat pe tabloul principal după ce a trecut de calificări. Pe tabloul principal, el reușește să-i învingă pe Ivo Karlović și Fabio Fognini pentru a ajunge în al treilea tur, unde a pierdut în fața idolului său din copilărie Roger Federer.

### 2015
Pouille a pierdut la Gaël Monfils în primul tur la Australian Open. La Monte-Carlo Masters, el l-a învins pe Dominic Thiem pentru a ajunge la al doilea tur, unde a pierdut în fața lui Rafael Nadal. El a fost învins de Gilles Simon , în primul tur al Open-ului francez și de Kevin Anderson , în primul tur de la Wimbledon. La German Open în Hamburg, Pouille a câștigat un loc în tabloul principal prin calificări. În acel turneu, l-a eliminat pe Juan Mónaco și pe Benoît Paire ,pentru a ajunge în semifinale. A fost prima sa semifinală ATP World Tour 500 . A pierdut semifinala împotriva lui Fabio Fognini , în două seturi.

### 2016: Sferturi de la Wimbledon și US Open
La Australian Open, Pouille și Adrian Mannarino au făcut pereche, fără să fie cap de serie și au avansat până în semifinale la dublu, unde au pierdut în fața echipei formate din Jamie Murray și Bruno Soares, după ce a învins trei perechi capi de serie în rundele anterioare. Pouille a pierdut în primul tur la proba de simplu , la cap de serie numărul 13 Milos Raonic , astfel înregistrând a treia eliminare încă din primul tur din tot atâtea turnee.
Pouille a învins capii de serie numărul 32 Guillermo García-López și numărul 8 David Ferrer pentru a ajunge în turul al treilea din 2016 Miami Open, unde a pierdut la Gilles Simon. În 2016 Monte-Carlo Masters, el l-a învins pe Nicolas Mahut și Richard Gasquet pentru a ajunge la runda de 16, unde a pierdut la Jo-Wilfried Tsonga. În aprilie, Pouille reușește prima sa finală ATP World Tour la BRD Năstase Tiriac Trophy , in Bucuresti, unde a pierdut în fața lui Fernando Verdasco.
La turneul din Roma, Pouille a obținut prima sa semifinală Masters 1000  (după victorii asupra Ernest Gulbis și David Ferrer , în cea de-a doua și a treia rundă), unde a pierdut în fața lui Andy Murray. În acest turneu, el a fost învins în ultimul tur al calificărilor dar a intrat în al doilea tur de pe tabloul principal ca lucky loser , când Jo-Wilfried Tsonga s-a retras din turneu din cauza unei probleme musculare. El a intrat în top 32 din ATP-singles clasament pentru prima dată în cariera sa , datorită performanței obținute la turneul din Italia, asigurându-se astfel că el s-ar număra printre capii de serie în proba de simplu la Open-ul francez. Fiind cap de serie nr. 29, a fost eliminat în turul al doilea al Openului francez de lucky loser Andrej Martin, după prima victorie din primul tur împotriva compatriotului Julien Benneteau. Apoi, el a pierdut în primul tur în MercedesCup la John Millman, în ciuda faptului că a câștigat primul set. El a fost din nou eliminat încă din primul tur în Gerry Weber Open, unde a pierdut la cap de serie numărul doi, japonezul Kei Nishikori , în ciuda faptului că a câștigat primul set.
Pouille a participat apoi la cel de-al treilea Grand Slam al anului. La Wimbledon, a fost cap de serie numărul 32. El a venit în acest turneu cu un record de 0-4 ATP World Tour/Grand Slam  El a reușit să-l elimine pe venitul din calificări, Marius Copil în patru seturi în primul tur. El l-a învins pe Donald Young în turul al doilea. Asta a fost prima dată cand Pouille reușește să ajungă în al treilea tur pe tabloul unui Grand Slam. El l-a învins pe Juan Martin Del Potro în turul al treilea în patru seturi, după ce a fost condus cu un set și cu un break în setul al doilea. În optimi, el l-a învins cap de serie numărul 19 Bernard Tomic , în cinci seturi pentru a avansa în sferturile de finală. Aici se termina parcursul lui de la Wimbledon, fiindcă este eliminat de Tomáš Berdych . Ca urmare a faptului că a ajuns în sferturile de finală la Wimbledon, Pouille a avut un salt de locuri și a ajuns pe locul 21, cea mai înaltă poziție reușită de el pe 11 iulie 2016. Pouille a pierdut în turul al doilea 2016 Rogers Cup  la americanul Rajeev Ram și în turul 1 la Cincinnati Masters la Nick Kyrgios.
La US Open atinge din nou sferturile de finală, confirmând astfel sfertul de finală făcut la Wimbledon. În primul tur a jucat 4 seturi, din al doilea tur și până în sferturile de finală a jucat câte 5 seturi în fiecare tur, cumulând un total de 15 seturi. Pouille reușește să revină și să îl elimine pe Rafael Nadal în optimi în 5 seturi, 6-1, 2-6, 6-4, 3-6, 7-6 (8-6), unde a fost condus cu break în ultimul set. Ajunge în sferturile de finală, lipsit de energie. A fost învins de compatriotul său Gael Monfils în trei seturi.
Apoi, la Moselle Open, Pouille, fiind cap de serie numărul 3 a ajuns în finală după ce a învins conaționalii Pierre-Hugues Herbert și Julien Benneteau. În semifinale, îl învinge pe David Goffin, cap de serie numărul doi. În finală, Pouille l-a învins pe cap de serie numărul unu  Dominic Thiem 7-6(7-5), 6-2, astfel câștigând primul său titlu ATP. Ca urmare a rezultatului obținut, Pouille are un salt în clasament și ajunge pe locul 16 la 26 septembrie 2016, depășindu-l pe Richard Gasquet și a devenit numărul 3 francez. El și-a propus să devină numărul 1 francez.
| Rezultatul   | Nr. | Data               | Turneu                                        | Suprafața | Adversarul        | Scor          |
| ------------ | --- | ------------------ | --------------------------------------------- | --------- | ----------------- | ------------- |
| Runner-up    | 1.  | 24 aprilie 2016    | BRD Năstase Țiriac Trophy, București, România | Zgură     | Fernando Verdasco | 3-6, 2-6      |
| Câștigătorul | 1.  | 25 septembrie 2016 | Moselle Open, Metz, Franța                    | Ciment    | Dominic Thiem     | 7-6(7-5), 6-2 |

| #    | Adversarul      | Nr. | Turneu                                        | Suprafața | Rd | Scor                         | Pouille rank |
| ---- | --------------- | --- | --------------------------------------------- | --------- | -- | ---------------------------- | ------------ |
| 2016 |                 |     |                                               |           |    |                              |              |
| 1.   | David Ferrer    | 8   | Miami, Statele Unite ale Americii             | Hard      | 3R | 6–7(1–7), 7–6(7–4), 7–5      | 88           |
| 2.   | Richard Gasquet | 10  | Monte Carlo, Monaco                           | Clay      | 2R | 4–6, 7–5, 6–1                | 82           |
| 3.   | David Ferrer    | 9   | Roma, Italia                                  | Clay      | 3R | 6–4, 6–1                     | 52           |
| 4.   | Rafael Nadal    | 5   | US Open, New York, Statele Unite ale Americii | Hard      | 4R | 6–1, 2–6, 6–4, 3–6, 7–6(8–6) | 25           |
| 5.   | Dominic Thiem   | 10  | Moselle Open, Metz, Franța                    | Hard (i)  | F  | 7–6(7–5), 6–2                | 18           |